# Кристина (озеро, Чехия)
Кристи́на (чеш. Kristýna) — затопленный угольный разрез в Либерецком краю Чехии, в 1,5 км от города Градек-над-Нисоу, в 1 км от пограничного стыка, где сходятся чешско-немецкая и польско-чешская границы, на правом берегу реки Лужицка-Ниса.
Здесь добывался открытым способом бурый уголь на градецкой части Житавского буроугольного месторождения. Житавский бассейн Чехии является продолжением Турошовского (Житавского) бассейна Польши и Оберлаузицкого Германии. Уголь добывался во всех трёх частях бассейна, однако в пределах ГДР и Чехословакии добыча была невелика, потому что основные запасы бассейна находятся на территории Польши. Существует крупный разрез «Турув» на польской стороне. Существовал небольшой разрез «Глюкауф» („Glückauf") в Ольберсдорфе на немецкой стороне. Добыча на «Глюкауфе» прекращена в 1991 году. На месте немецкого разреза создано водохранилище Ольберсдорфер-Зе.
В XIX веке Либерец являлся одним из главных центров текстильной промышленности. В городе Либерец и его округе обосновался один из крупнейших текстильных фабрикантов, барон Теодор фон Либих (1872—1939), на предприятиях которого в 1869 году работало 5300 человек. В 1829 году в Либерце основывается первая мастерская по производству паровых машин. В качестве топлива использовался местный бурый уголь. В конце 1830-х гг. началась систематическая добыча угля.
Добыча прекращена в 1968—1969 годах. К 1975 году наполнилось озеро.
Во время проливных дождей в августе 2010 года озеро пострадало от наводнения из-за возросшего уровня воды в реке Лужицка-Ниса.